# Натюрморт и улица
«Натюрморт и улица» — ксилография нидерландского художника Эшера, впервые напечатанная в марте 1937 года, и хранящаяся в коллекции Корнелиуса Ван С. Рузвельта (англ. Cornelius Van S. Roosevelt Collection).
Это первая работа художника в жанре «невозможной реальности» (англ. impossible reality). На рисунке запечатлены два сюжета, связанные друг с другом казалось бы естественным, но в то же время совершенно немыслимым образом.
Эта ксилография является классическим примером того, как Эшер использовал перспективу в своих произведениях. Плоскость стола, отдаляясь, неожиданно оказывается уличной мостовой, по обе стороны которой возвышаются дома. На них в свою очередь опираются лежащие на столе стопки книг.
Источником вдохновения для этого рисунка послужила небольшая улица в городе Савона, неподалёку от итальянской Генуи. Впоследствии Эшер называл эту картину одним из своих любимых произведений, хотя подчёркивал, что она могла бы получиться ещё лучше.